# Kalanchoe paniculata
Kalanchoe paniculata ist eine Pflanzenart der Gattung Kalanchoe in der Familie der Dickblattgewächse (Crassulaceae).

## Beschreibung

### Vegetative Merkmale
Kalanchoe paniculata ist eine zweijährige, vollständig kahle Pflanze, die Wuchshöhen von bis zu 130 Zentimeter erreicht und wachsartig-mehlig, reifartig bedeckt ist. Die einfachen, aufrechten, kräftigen Triebe sind an ihrer Basis fast vierkantig. Die fleischigen, fast rosettigen Laubblätter sind leicht gestielt oder sitzend. Der flache, kaum stängelumfassende Blattstiel ist bis zu 5 Zentimeter lang. Die länglich eiförmige, breit verkehrt eiförmige, spatelige bis fast kreisrunde, grüne bis gelblich grüne, etwas rot getönte Blattspreite ist 6 bis 20 Zentimeter lang und 4 bis 16 Zentimeter breit. Ihre Spitze ist stumpf bis gerundet, die Basis verschmälert und herablaufend. Der Blattrand ist ganzrandig.

### Generative Merkmale
Der dichte Blütenstand besteht aus flachkopfigen, ebensträußigen Rispen oder Zymen von bis zu 40 Zentimeter Länge. Die aufrechten Blüten stehen an 4 bis 7 Millimeter langen Blütenstielen. Ihr Kelch ist grün, die Kelchröhre 1 bis 2 Millimeter lang. Die dreieckigen, zugespitzten Kelchzipfel sind 1 bis 3,4 Millimeter lang und 1,5 bis 2 Millimeter breit. Die zylindrische bis fast pyramidale, deutlich vierkantige, gelblich grüne Kronröhre ist zu ihrer Basis hin vergrößert und 10 bis 12 Millimeter lang. Ihre eiförmigen, gelbgrünen, gelben bis orangegelben, am Ende plötzlich zurückgebogenen Kronzipfel tragen ein aufgesetztes Spitzchen. Sie weisen eine Länge von 2 bis 4 Millimeter auf und sind 1,5 bis 3 Millimeter breit. Die Staubblätter sind oberhalb der Mitte der Kronröhre angeheftet. Die oberen Staubblätter ragen aus der Blüte heraus. Die länglichen bis eiförmigen Staubbeutel sind 0,7 bis 1 Millimeter lang. Die länglichen oder linealischen, gestutzten oder ausgerandeten Nektarschüppchen weisen eine Länge von 2, 5 bis 3 Millimeter auf und sind etwa 0,5 Millimeter breit. Das Fruchtblatt weist eine Länge von 8 bis 9 Millimeter auf. Der Griffel ist 1 bis 2 Millimeter lang.
Die Samen erreichen eine Länge von etwa 1 Millimeter.

## Systematik und Verbreitung
Kalanchoe paniculata ist in Simbabwe, Mosambik und Südafrika an steinigen, trocknen Orten verbreitet.
Die Erstbeschreibung durch William Henry Harvey wurde 1861 veröffentlicht.

## Nachweise